# Messegue
Messegue  est une localité du Cameroun située dans l'arrondissement de Bogo, le département du Diamaré et la région de l’Extrême-Nord. Elle fait partie du lawanat de Bogo-Nord.

## Population
En 1975, la localité comptait 67 habitants, 50 Peuls et 17 Massa.
Lors du recensement de 2005, on y a dénombré 80 personnes.